# Берат Ездемір
Берат Айберк Ездемір (тур. Berat Ayberk Özdemir, нар. 23 травня 1998, Мелікгазі, Туреччина) — турецький футболіст, півзахисник аравійського клубу «Аль-Іттіфак» та національної збірної Туреччини.

## Ігрова кар'єра

### Клубна
Берат Ездемір є вихованцем столичного клубу «Генчлербірлігі». Перед початком сезону 2017/18 футболіст для набору ігрової практики відправився в оренду у клуб Другої ліги «Гачеттепе», де провів повністю сезон. Через рік він повернувся до свого клубу і 31 серпня дебютував у складі «Генчлербірлігі» у Першій лізі. За результатами того сезону команда виграла турнір Першої ліги і в серпні 2019 року Ездемір зіграв свою першу гру у Суперлізі.
У січні 2021 року Ездемір перейшов до стану «Трабзонспора», підписавши з клубом контракт на 4,5 роки. У 2022 році у складі «Трабзонспора» футболіст став чемпіоном Туреччини та виграв Суперкубок країни. І в серпні 2022 року підписав трирічний контракт з аравійським клубом «Аль-Іттіфак».

### Збірна
У жовтні 2021 року в матчі відбору до чемпіонату світу 2022 року проти команди Норвегії Берат Ездемір дебютував у національній збірній Туреччини.

## Титули
Трабзонспор
 Чемпіон Туреччини: 2021/22
 Переможець Суперкубка Туреччини: 2022